# К-1 (трамвай)
К-1 — модель трамвайного вагона, разработанная предприятием «Татра-Юг» в 2001 году на базе чехословацкого Tatra-T6B5.

## Описание
В 2001 году украинско-чешским совместным предприятием «Татра-Юг» (c 2006 года - самостоятельное украинское предприятие)
был изготовлен трамвайный вагон типа К-1, все узлы и агрегаты которого украинского производства. К-1 — вагон, разработанный на базе Tatra-T6B5.
На вагоне К-1 применена электронно-импульсная система управления тяговыми электродвигателями, выполненная на IGBT-транзисторах. Благодаря применению данной системы управления не только уменьшено потребление электроэнергии из сети в режиме тяги, но и обеспечено рекуперативное торможение вагона, при котором вырабатываемая тяговыми электродвигателями электроэнергия возвращается в сеть. Таким образом, вагон К-1 потребляет на 40–50 % электроэнергии меньше, чем другие вагоны данного класса. Надежность такой системы, определяемая показателем наработки на отказ, на порядок выше, чем у реостатно-контакторных систем, что позволяет увеличить сроки между ремонтами и, следовательно, снижает эксплуатационные расходы.
Благодаря изготовлению наиболее подверженных коррозии элементов кузова из нержавеющей стали и композиционных материалов, а также применению антикоррозионных и лакокрасочных покрытий, производимых передовыми европейскими фирмами, значительно увеличен ресурс кузова.
На вагоне применен статический преобразователь электроэнергии, обеспечивающий надежное питание бортовых низковольтных систем. Он также выполнен на IGBT-транзисторах. Установлен более совершенный токоприемник, а также радиоинформатор с цифровой системой звукозаписи.

### Ходовая часть
Ходовая часть имеет простую и рациональную конструкцию. Подрессоренные резиновыми элементами колеса обеспечивают тихий и спокойный ход. Тяговые двигатели размещены на раме тележки и соединены с редукторами с помощью карданных валов.

### Тормозная система
Вагон оборудован следующими видами тормозов:
- электродинамическим;
- механическим (дисковым);
- электромагнитным рельсовым.

### Кузов
Кузов вагона — стальной сварной конструкции из штампованных профилей с обшивкой из листовой стали. Кузов обладает современными формами и большими окнами, которые обеспечивают освещенность салона и обзор.
Вагон снабжен тремя 4-створчатыми складывающимися дверьми, обеспечивающими быстрый и удобный вход и выход пассажиров. Отопление пассажирского салона осуществляется с помощью отопительных элементов, размещённых в боковых стенках вагона. Кабина водителя отапливается с помощью отдельного электрокалорифера. Вагон оборудован удобными сидениями.
Освещение салона пассажиров обеспечено с помощью ламп дневного света.

### Электропривод
На вагоне использованы тяговые электродвигатели с самовентиляцией.
Тяговый привод имеет преобразователь на современных мощных IGBT-транзисторах, обеспечивающий раздельное управление тележками. Электрооборудование вагона снабжено системой защиты от юза и боксования. В результате этого повышается безопасность эксплуатации при торможении и уменьшается износ колес. Для зарядки аккумуляторной батареи и питания низковольтных цепей (24 В) применяется статический преобразователь ИПТ 820/28-160, гарантирующий высокую эксплуатационную надежность.

## Модификации
- К-1М8 — сочленённый трамвайный состав с низкопольной секцией
- К-1М — трамвайный вагон с низкопольной секцией в районе центральной двери
- К-1М6 — сочленённый низкопольный трамвайный состав

## Поставки
Украина
| Город      | Годы поставок | Количество | Примечание |
| ---------- | ------------- | ---------- | --- |
| Донецк     | 2003–2008     | 28         | №№ 3007–3034 |
| Запорожье  | 2008          | 1          | №001 |
| Конотоп    | 2007          | 1          | №102. Первый К-1 (99060). Переделан и продан из Киева. Вагон построен в 2004 г. |
| Киев       | 2010–2015     | 17         | К1 №№ 320–328. Вагоны с возможностью работы по СМЕ. Используются на линии скоростного трамвая. K1M - №№ 341-343, 351-355. Вагоны с возможностью работы по СМЕ. Используются на линии скоростного трамвая, 1 из маршрутов правого берега а так же на левом берегу. |
| Кривой Рог | 2007–2008     | 7          | №№ 479–485 |
| Луганск    | 2004          | 5          | №№ 301–305. Вагон №303 сгорел |
| Мариуполь  | 2006–2016     | 8          | К1 №№ 301–307 К1М № 308 |
| Николаев   | 2006–2010     | 6          | №№ 1107, 1108, 1110 (возвращён производителю), 2003, 2004, 2006, 2007 |
| Одесса     | 2006–2015     | 11         | К1 №№ 7002–7011. К1М №7012 |
| Каменское  | 2013          | 1          | №2014 |

- первый вагон был поставлен в Киев для испытаний, в 2007 году поступил в Конотоп после переделки по образцу серийных вагонов. От серийных моделей его отличало наличие полупантографа (на некоторых вагонах он появлялся позже — Одесса, Донецк, Мариуполь) и передней маской вагона, которая отличается от серийной продукции.
- некоторые киевские К1 оборудованы сцепками Шарфенберга.
- киевские вагоны и николаевский 1110 не были построены под заказ этих городов, они находились на складе завода, т. к. в своё время Одесса эти вагоны не выкупила.
- вагон 1110 прибыл в Николаев в 2010 году и обкатывался на улицах города, однако так никогда и не работал с пассажирами. Вагон возвращён заводу-изготовителю в 2016 году, спустя 6 лет простоя в ангаре депо.[2]